# 문용식
문용식(文龍植, 1959년 9월 23일~)은 대한민국의 기업인이자 정치인이다. 아프리카TV 창립자이고 김근태재단 부이사장, 노무현재단 운영위원, 더불어민주당 고양시(을) 지역위원장, 더불어민주당 디지털소통위원장 등을 역임하였다. 2017년 3월 9일 더불어민주당 '가짜뉴스 대책단' 단장이 되었다.

## 생애
운동권으로 민주화추진위원회 위원장이었다. 1985년 구속되었다.
2015년 12월 16일 오전 9시 새정치민주연합이 문용식의 주도로 대한민국 정당 사상 최초로 온라인 입당 시스템을 도입했고, 시스템이 오픈되자 입당 러시가 일어 당일 밤 12시까지 16602명, 2016년 1월 초까지 10만 명에 가까운 지지자들의 입당 신청을 하였다.
나우콤 창립자로서 아프리카TV를 대한민국 내 굴지의 IT 기업으로 성장시킴으로써 사회적으로는 대한민국이 IT 강국이 되는 데 기여했다. 네이버 동영상 서비스와 다음, TV팟 등 대한민국 내의 동영상 서비스가 다국적 공룡기업인 구글, 유튜브에 밀려 어려움을 겪고 있는 반면, 아프리카TV는 '미디어가 바뀌면 세상이 바뀐다!'라는 슬로건 하에 대한민국적 동영상 서비스의 방향을 제시할 뿐만 아니라 독자적인 수익 모델을 가지고 대한민국의 대표적인 IT 기업으로 성장하였다.

## 학력
- 1972년 광주교육대학교 광주부설초등학교 졸업
- 1975년 살레시오중학교 졸업
- 1978년 전주고등학교 졸업
- 1990년 서울대학교 국사학과 학사

## 경력
- 1992년 나우콤(현 아프리카TV) 전략기획팀 팀장
- 1994년 ~ 2000년 나우콤(현 아프리카TV) 서비스마케팅팀 팀장, 고객지원실 실장, 전략개발실 실장, 사업부 부장, 서비스마케팅총괄담당 이사
- 2001년 ~ 2011년 나우콤(현 아프리카TV) 대표이사
- 2004년 ~ 2007년 한반도재단 사무총장
- 2011년 민주당 유비쿼터스위원회 위원장
- 2011년 ~ 2012년 나우콤(현 아프리카TV) 이사회 의장
- 2011년 ~ 2012년 민주당 인터넷소통위원회 위원장
- 2013년 ~ 김근태 재단 부이사장
- 2013년 ~ 지혜공유협동조합 이사
- 2014년 ~ 공유사회네트워크 함께살자 이사장
- 2014년 ~ 2015년 초대 고양시 협동조합협의회 회장
- 2014년 ~ 2015년 새정치민주연합 고양시 덕양을 지역위원장
- 2015년 ~ 노무현재단 운영위원
- 2015년 ~ 2015년 새정치민주연합 디지털소통위원회 위원장
- 2015년 ~ 2016년 더불어민주당 디지털소통위원회 위원장
- 2015년 ~ 2016년 더불어민주당 고양시(을) 지역위원장
- 2018년 ~ 한국정보화진흥원 (NIA) 원장

## 저서
- 인문의 스펙을 타고 가라 - 사회평론 (2010.05.12) 김경욱, 김태권, 문용식, 이동진, 주경철, 표민수 공저
- 꾸준함을 이길 그 어떤 재주도 없다 - 나우누리에서 아프리카TV까지 나우콤과 문용식 이야기 - 21세기북스 (2011.01.05)
- 함께 살자 - 개념사장 문용식의 인생 3막 - 21세기북스 (2011.11.30)
- 덕양에서 함께 살자 - 문용식이 꿈꾸는 새덕양, 새정치 이야기 - 21세기북스(2016.01.12)